# Kaj Christensen (fodboldspiller)
 Der er flere personer med dette navn, se Kaj Christensen (flertydig).
Kaj Christensen (1935 – 30. januar 2010) var en dansk fodboldspiller og -træner fra AGF.
Kaj Christensen spillede for AGF, siden han var 15 år, og var med på førsteholdet som højre wing fra 1953 til 1963 i klubbens gyldne periode, hvor AGF vandt fire danske mesterskaber. I 1957 vandt Kaj Christensen The Double med AGF, da klubben i samme sæson både blev mestre og vandt pokalturneringen.

I 1968 aftaler Kaj Christensen med AGF, at blive cheftræner i 1969. Men, da AGF i sæsonen 1968 rykekr ned seks runder før slut og reelt fyrer træneren Erik Kuld Jensen, træder Kaj Christensen til de resterende kampe.
Kaj Christensen er træner for førsteholdet de følgende fem sæsoner frem til 1973. Med Kaj Christensen som træner rykkede AGF op i 1. division i 1971. Han forlod dog posten, da det blev til nedrykning i 1973 og var kortvarigt træner for Horsens fS.
 De følgende 20 år var Kaj Christensen træner for AGFs ynglinge og juniorer, og siden fungerede han også som talentspejder.

Kaj Christensen var også hos DBU landstræner for Danmark U21 (1971-73), Danmark U19 (1976-80) og Danmark U17 (1980-81).

Kaj Christensens lillebror, Erik Christensen, spillede også og var træner for AGF.